# Vaqueros de Calkiní
Los Vaqueros de Calkiní es un equipo que compite en la Liga Peninsular de Béisbol con sede en Calkiní, Campeche, México.

## Historia

### Inicios
Los Vaqueros de Calkiní debutaron en la LPB en la Temporada 2016, y son sucursal del equipo Vaqueros Unión Laguna que participa en la Liga Mexicana de Béisbol.

### Actualidad
Los Vaqueros quedaron eliminados al sumar 13 puntos en las dos vueltas de la Temporada 2016.

## Jugadores

### Roster actual
Por definir.

### Jugadores destacados
Por definir.